# Capo (øl)
 For alternative betydninger, se Capo. (Se også artikler, som begynder med Capo)
Capo var en af "kandidaterne" ved Carlsbergs "ølvalg" i 2003. Øllen var en stærk lagerøl (7,7%) med hyldeblomstsaft, men da den landede på andenpladsen i "valget", forsvandt den fra markedet igen.